# Рунку-Салвей
Рунку-Салвей (рум. Runcu Salvei) — комуна у повіті Бистриця-Несеуд в Румунії. До складу комуни входить єдине село Рунку-Салвей.
Комуна розташована на відстані 351 км на північ від Бухареста, 26 км на північний захід від Бистриці, 83 км на північний схід від Клуж-Напоки.

## Населення
У 2009 році у комуні проживали 1388 осіб.

## Зовнішні посилання
- Дані про комуну Рунку-Салвей на сайті Ghidul Primăriilor